# О Хаён
О Хаён (кор. 오하영; англ. Oh Ha-young; род. 19 июля 1996 года, Сеул, Республика Корея) — южнокорейская певица, актриса и автор песен; участница гёрл-группы Apink. В августе 2019 года дебютировала сольно с мини-альбомом Oh!.

## Биография

### 1996—2011: Ранняя жизнь и начало карьеры
О Хаён родилась 19 июля 1996 года в Сеуле, Республика Корея. Училась в средней школе сеульского округа Янчхон, которую закончила в 2012 году, и в Школе исполнительских искусств Сеула, окончив её в 2015 году. В седьмом классе она прошла прослушивание в Cube Entertainment, где впоследствии стала «стажёром». О Хаëн решила не посещать колледж после старшей школы, чтобы сконцентрироваться на продвижении с Apink.
О Хаëн была представлена в качестве третьей участницы группы Apink 21 февраля 2011 года. Она дебютировала с Apink на M Countdown 21 апреля, исполнив песни «I Know» (몰라요) и «Wishlist», которые были включены в их дебютный мини-альбом Seven Springs of Apink.

### 2013—2018: Актёрская карьера и участие в релити-шоу

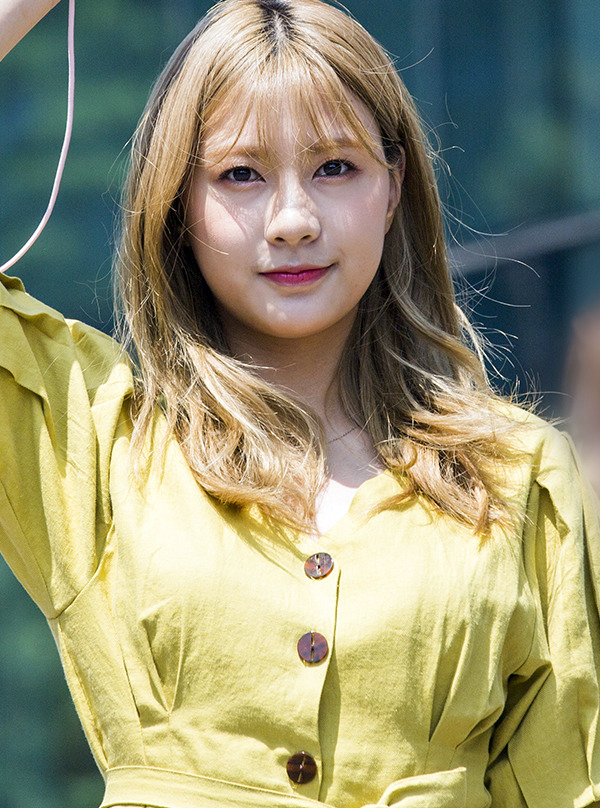
О Хаён на фан-митинге, 21 июля 2018 года.

В 2013 году О Хаëн сыграла главную роль в музыкальном видео на песню Хо Гага «1440». Она также играла главную роль в видеоклипе Син Боры на песню «Frozen» вместе с Сину́ — вокалистом из B1A4, который сыграл главную мужскую роль. Помимо деятельности Apink, она участвовала в различных эстрадных и действующих проектах. В 2014 году она была MC в эстрадном шоу «Еженедельный айдол» вместе с коллегой по Apink Боми в некоторых эпизодах. В июле года она снялась в клипе Jiggy Dogg на песню «The Best Thing I Did». В августе 2015 года она была назначена соMC на «Еженедельный айдол» вместе с Миной из AOA и N из VIXX, начиная со 2 сентября. В 2016 году она участвовала в реалити-шоу «Закон джунглей», снятого в Папуа-Новая Гвинея. На протяжении всей своей карьеры певицы, помимо в группе Apink, О Хаён решалась на написание текстов: она сочиняла тексты для «What a Boy Wants» (2015) и в соавторстве с Ынчжи «It’s You». (2016).
В ноябре 2016 года О Хаён сыграла в двухсерийной веб-дораме «Брат Джоннам», которая позже сменила название на «Пожалуйста, найдите её» и вышла в эфир на KBS2 и KBS World 1 март 2017 года.
В 2018 году она снялась в научно-фантастической веб-дораме «Любовь в памяти» (사랑, 기억 에 머물다), которая выходила с 14 по 19 февраля. Она повторила свою роль ведущей женской роли Ю Хари, начинающей актрисы, в сиквеле «Любовь, во времени» (사랑, 시간 에 머물다), который был представлен на Danaflix 25 июня и показан по всей стране в кинотеатрах «Danaflix» в течение четырёх недель, начиная с 27 июня 2018 года.

### 2019—н.в: Сольный дебют и новое агентство
21 августа 2019 года О Хаён дебютировала сольно с мини-альбомом Oh!, с ведущим треком «Don’t Make Me Laugh». Дебютный альбом достиг 8-го места в корейском чарте альбомов Gaon и в 2019 году по всей стране было продано 9083 физических экземпляра. «Don’t Make Me Laugh» не попал в цифровой чарт Gaon, но достиг 97-го места в чарте загрузок Gaon. О Хаён — вторая участница Apink после Чон Ынджи, которая официально дебютировала в качестве сольной исполнительницы.
В мае 2020 года О Хаён была включена в официальный саундтрек дорамы телеканала KBS2 «Мастера починки душ», исполнив главный сингл «I’m Fine».
28 апреля 2023 года IST Entertainment объявили, что О Хаён не продлила свой контракт с компанией, но по-прежнему будет частью группы. В тот же день она подписала эксклюзивный контракт с Choi Creative Lab.

## Дискография
- Мини-альбом  Oh! (2019)[24]

## Фильмография

### Фильмы
| Год  | Название          | Роль   | Примечания | Ссылка |
| ---- | ----------------- | ------ | ---------- | ------ |
| 2018 | Любовь во времени | Ю Хари | Веб-фильм  |        |

### Телесериалы
| Год  | Название                  | Роль      | Примечания | Ссылка        |
| ---- | ------------------------- | --------- | ---------- | ------------- |
| 2017 | Пожалуйста найди её       | Но Хаён   |            |               |
| 2018 | Любовь в памяти           | Ю Хари    | Веб-сериал |               |
| 2021 | Отправная точка отношений | Чхве Суён | Веб-сериал | [ 28 ] [ 29 ] |
| 2022 | Водитель                  |           | Камео      | [ 30 ] [ 31 ] |

### Развлекательные шоу
| Год  | Название                            | Телеканал | Применения                                    |
| ---- | ----------------------------------- | --------- | --------------------------------------------- |
| 2017 | «Битва путешествий»                 | KBS2      | Специальный MC (68-69 эпизоды)                |
| 2017 | «Битва путешествий»                 | KBS2      | Конкурсант с Чорон (74-75 эпизоды)            |
| 2018 | «Тайная онни» (англ. Secret Sister) | JTBC4     | Вместе с Хёён                                 |
| 2018 | «Пижамные друзья»                   |           | Заместитель хозяина для Чен Сяо (8-9 эпизоды) |
| 2019 | «Why Not?»                          |           | Участница вместе с Хан Чхэён и Сон Хэна       |